# Gipfel von Den Haag 1969

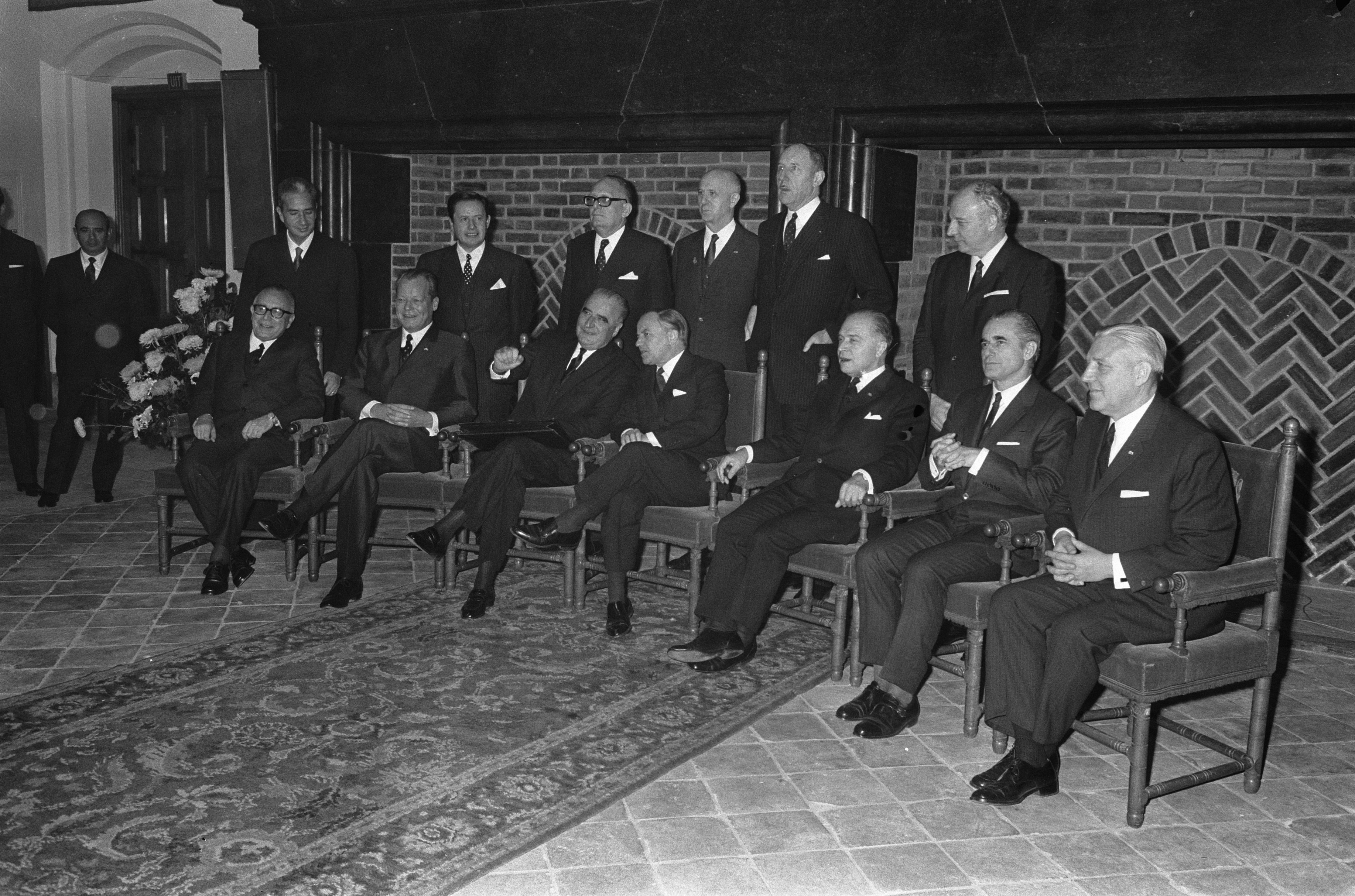
Gruppenfoto am 1. Dezember

Der Gipfel von Den Haag war ein Gipfeltreffen der Staats- und Regierungschefs der Mitgliedstaaten der Europäischen Gemeinschaften am 1. und 2. Dezember 1969 in Den Haag. Anlass der Konferenz war der Ablauf der zwölfjährigen vertraglichen Aufbauphase der EWG (ex Art. 8 EWGV). Dabei wurden weitreichende politische Beschlüsse über die weitere Entwicklung der Gemeinschaften gefasst. Die Haager Konferenz stieß alle wichtigen europapolitischen Themen der 1970er Jahre an: Finanzverfassung der Gemeinschaft mit eigenen Einnahmen, Schaffung einer Wirtschafts- und Währungsunion, Vollendung der Gemeinsamen Agrarpolitik, Erweiterung um Großbritannien und andere Staaten, Begründung der Zusammenarbeit einer Europäischen Politischen Zusammenarbeit (EPZ) und die Prüfung direkter Wahlen zum Europäischen Parlament. Der Gipfel von Den Haag war das erste politisch bedeutende Gipfeltreffen aller Staats- und Regierungschefs der EG und damit Vorläufer des 1974 als regelmäßige Einrichtung etablierten Europäischen Rats. Zunächst folgten als Leitungsinstanz jährliche „Gipfelkonferenzen“ der EG-Staats- und Regierungschefs. Auf Vorschlag Giscard d’Estaings wurden die Gipfeltreffen 1974 in einen mindestens zweimal jährlich tagenden Europäischen Rat der Staats- und Regierungschefs umgewandelt. Hieraus entstand 1987 im Rahmen der EEA (Art. 2) die vertragliche Verankerung des Europäischen Rates.

## Vorgeschichte
Ende der 1960er Jahre befanden sich die Europäischen Gemeinschaften in ihrer ersten schweren Krise: Von Juli 1965 bis Januar 1966 hatte Frankreich mit der Politik des leeren Stuhls die Entwicklung der Gemeinschaft blockiert, da es auf diese Weise den Übergang zu Mehrheitsentscheiden im EG-Ministerrat sowie die Einführung von eigenen Finanzmitteln der Europäischen Kommission für die Gemeinsame Agrarpolitik zu verhindern versuchte. Während der Konflikt um die Entscheidungsverfahren im Luxemburger Kompromiss Anfang 1966 beigelegt worden war, schwelte das Finanzierungsproblem weiter.
Hinzu kam seit Anfang der sechziger Jahre ein beständiger Konflikt um die geplante Erweiterung der Gemeinschaften um das Vereinigte Königreich und weitere in der EFTA organisierte Staaten (insbesondere Dänemark und Norwegen) sowie um Irland. Während die meisten Mitglieder der Gemeinschaften diese Erweiterung begrüßten, lehnte Frankreich ihn unter Präsident Charles de Gaulle ab, da es auf diese Weise Einfluss in der Gemeinschaft zu verlieren fürchtete und durch die special relationship zwischen Großbritannien und den USA das Projekt einer Europäischen Politischen Union als dritter Macht zwischen USA und UdSSR gefährdet sah. Zwei Beitrittsanträge Großbritanniens scheiterten darum 1963 und 1967 am französischen Veto.
Als drittes Problemfeld war auch die weitere Entwicklung der Gemeinschaften umstritten. Insbesondere in der Koordinierung der Außen- und der Währungspolitik wurde Handlungsbedarf gesehen, nachdem der Beginn des Vietnamkriegs 1964 zu einer Verschärfung des Kalten Kriegs geführt hatte und mit der US-amerikanischen Zahlungsunfähigkeit 1969 auch bereits die Probleme des Bretton-Woods-Systems deutlich wurden.
In dieser Situation kam es 1969 sowohl in Deutschland als auch in Frankreich zu Regierungswechseln: Willy Brandt löste Kurt Georg Kiesinger als Bundeskanzler ab; Georges Pompidou wurde Nachfolger von Charles de Gaulle als französischer Staatspräsident. Dies erleichterte das Bemühen um einen politischen „Neuanfang“, den Pompidou am 10. Juli 1969 mit seinem Vorschlag eines Gipfeltreffens der europäischen Staats- und Regierungschefs machte, um die unbeantworteten Fragen in den Bereichen „Vollendung, Vertiefung und Erweiterung“ zu lösen. Da die Niederlande im zweiten Halbjahr 1969 gerade die Präsidentschaft im EG-Ministerrat innehatten, fand diese Konferenz schließlich am 1./2. Dezember in Den Haag statt. Während am ersten Tag nur die Staats- und Regierungschefs der Gemeinschaften tagten, wurde am zweiten Tag auch der Präsident der Europäischen Kommission, Jean Rey in das Treffen einbezogen.

## Ergebnisse des Gipfels

### Vollendung
Im Bereich der Vollendung der Gemeinsamen Agrarpolitik einigten sich die europäischen Staats- und Regierungschefs in ihrem Abschlusskommuniqué darauf, „von der Übergangszeit in die Endphase der Europäischen Gemeinschaft“ einzutreten und schrittweise die Finanzierung durch Eigenmittel der Kommission einzuführen. Frankreich gab somit in seinen seit 1965 erhobenen Forderungen nach.

### Vertiefung
Für den weiteren Ausbau der Gemeinschaft einigten sich die Gipfelteilnehmer auf die Einrichtung zweier Kommissionen, von denen die eine unter Leitung des luxemburgischen Premierministers Pierre Werner einen Stufenplan für die Einführung einer gemeinsamen europäischen Währung erarbeiten sollte. Die zweite Kommission unter Leitung des belgischen Diplomaten Étienne Davignon sollte dagegen Vorschläge entwickeln, wie die Koordination der Außenpolitik der EG-Staaten gestaltet werden könnte. Außerdem wurde erstmals eine Erweiterung der Haushaltsbefugnisse des Europäischen Parlaments beschlossen.

### Erweiterung
Schließlich bekannten sich die europäischen Staats- und Regierungschefs zu ihrer „Übereinstimmung hinsichtlich des Grundsatzes der Erweiterung der Gemeinschaft, wie sie in Artikel 237 des Romvertrages vorgesehen ist“. Allerdings wurde als Bedingung für den Beitritt neuer Staaten deren Anerkennung des seit der Gründung der Gemeinschaften entstandenen gemeinschaftlichen Rechtsbesitzstands gefordert. Außerdem wurde vereinbart, dass vor den Beitrittsverhandlungen die EG-Staaten zunächst eine gemeinsame Verhandlungsbasis entwickeln würden. Dies verdeutlichte, dass ein Beitritt neuer Staaten grundsätzlich nur zu den Bedingungen der EG-Staaten möglich sein würde – was sich gegen die möglichen Pläne Großbritanniens wandte, einerseits den Gemeinschaften beizutreten, andererseits aber weiterhin eine von diesen unabhängige weltweite Außenpolitik mit besonderen Beziehungen zu den USA und den Staaten des Commonwealth zu betreiben.

## Folgen
Mit dem Gipfel von Den Haag gelang es den Europäischen Gemeinschaften, sich aus der Krise der 1960er Jahre zu lösen und eine neue Phase der intensivierten Integration auszulösen. Die wichtigsten der gefassten Beschlüsse wurden in den folgenden Jahren umgesetzt: So wurden 1970 Eigenmittel zur Finanzierung der Gemeinsamen Agrarpolitik eingeführt, die sich aus der in allen Mitgliedstaaten erhobenen Mehrwertsteuer speisten, von der nun 1 Prozent direkt an die Europäische Kommission abgeführt werden musste. Das Europäische Parlament erhielt zusammen mit dem Rat die Etathoheit für die Ausgaben der Gemeinschaft, allerdings nur für die sogenannten „nicht-obligatorischen“ Ausgaben (d. h. alle Ausgaben außer denen für die Agrarpolitik, die zu dieser Zeit jedoch über 90 % des Gesamtetats ausmachte).
Sowohl die Werner- als auch die Davignon-Kommission legten ihre Abschlussberichte im Jahr 1970 vor. Der Werner-Plan, der eine stufenweise Einführung einer Gemeinschaftswährung vorsah, wurde am 22. März 1971 vom Ministerrat angenommen. Er scheiterte jedoch letztlich infolge der weltweiten Wirtschafts- und Währungskrise, die 1972 auch zum Zusammenbruch des Bretton-Woods-Systems führte, und wurde schließlich von der weniger ambitionierten Währungsschlange abgelöst. Der Davignon-Bericht führte zu der Einrichtung der (zunächst nicht institutionalisierten) Europäischen Politischen Zusammenarbeit, einer intergouvernementalen Koordinierung der EG-Staaten im Bereich der Außenpolitik. Obwohl die EPZ nur informell und rein freiwillig war, führte sie in den 1970er Jahren zu gewissen außenpolitischen Erfolgen, etwa der gemeinsamen Position der EG-Staaten bei der Konferenz über Sicherheit und Zusammenarbeit in Europa 1973–75.
Nach der Verabschiedung von Werner- und Davignon-Bericht begannen Ende 1970 schließlich auch die Beitrittsverhandlungen mit Großbritannien und den übrigen beitrittswilligen EFTA-Staaten, die sich allerdings – auch aufgrund der harten Verhandlungsposition der EG – über ein Jahr hinzogen. Erst im Januar 1972 wurden schließlich die Beitrittsverträge unterzeichnet, die zur ersten Erweiterung der Gemeinschaften um Großbritannien, Dänemark und Irland am 1. Januar 1973 führten.
Der Zusammenbruch des Bretton-Woods-Systems und die Ölkrise 1973 führten die Gemeinschaften zwar schon bald wieder in ernsthafte Schwierigkeiten und zu der Phase der Eurosklerose, in der die europäische Einigung bis Mitte der 1980er Jahre stagnierte. Dennoch wurde der Gipfel von Den Haag zu einem Vorbild zur Überwindung von Integrationskrisen. Ähnliche Gipfeltreffen der Staats- und Regierungschefs wurden daher 1972 in Paris und 1973 in Kopenhagen wiederholt. Auf dem Gipfel von Paris 1974 wurde schließlich beschlossen, künftig dreimal jährlich Treffen der europäischen Staats- und Regierungschefs zu veranstalten, die nun als Europäischer Rat bezeichnet wurden.